# BYD・J6
J6（ジェイシックス）は、中華人民共和国の比亜迪汽車 (BYD) が製造し、日本国内向けに販売する小型電気バスである。

## 概要
小型電気バス「K6」をベースにした日本市場向けのローカライズモデルで、2019年より製造開始。主にコミュニティバスなどでの利用を想定しており、日本国内で多く導入されている日野・ポンチョのロングボディとサイズを含めた車両規格が近い。2020年7月に東京都の恩賜上野動物園で初導入され、2021年には国土交通省の「標準仕様ノンステップバス認定」を取得した。2023年末時点で、BYDのバスとしては日本国内で最も導入実績が多い。
車体には、主にアルミニウム合金を採用して軽量化を図っている。
乗降扉は全ての車両でワンボックスカーのような外側スライド式のプラグドアで、日野・ポンチョのようなショートボディ車（全長6.29m）はなく、全てロングボディ車（全長6.99m）である。いずれも道路運送車両法による保安基準の規定に従い、非常口を中央部右側に設置している。
日本国内での導入実績を踏まえ、2022年にはJ6をベースに開発された中国本土向けの車種「B7」を発売しており、こちらは非常口を設けていないほか、運転席と客席の間に防犯用の大きな仕切りを設けるなど、J6と仕様の違いが見られる一方、車両デザインはJ6 1.0とほぼ同一である。

### J6 1.0
2019年3月25日に発売が開始された。
BYD社初の日本仕様車として開発され、日本の小型電気バスとして最長の航続距離である200kmを実現した。
充電器はAC400Vの専用品であり、容量105kWh。バッテリーを約3時間で充電可能である。
バッテリー重量の関係で、車両重量は従来のディーゼルバスよりも若干重い。
車両価格は税別で1,950万円。
使用されているバッテリーは、BYDの自社開発によるリン酸鉄リチウムイオン電池で、リア部分に設置されている。BYDはこのバッテリーについて、有害物質を発生させず材料をリサイクルできるとしている。
都市型I（1扉）と都市型II（2扉）と郊外型（1扉）の3種類が販売された。乗車定員は以下の通りである。
乗車定員
- 都市型Ⅰ：31名
- 都市型Ⅱ：29名
- 郊外型：25名

2020年7月23日に東京都建設局が東京都交通局上野懸垂線（モノレール）の休止に伴う代替手段として導入されて以降、営業用では日本国内で50台以上が導入された。
後述の次期モデルである「J6 2.0」の発売に伴い、販売を終了した。

### J6 2.0（現行車種）
2022年5月10日に発売が開始された。

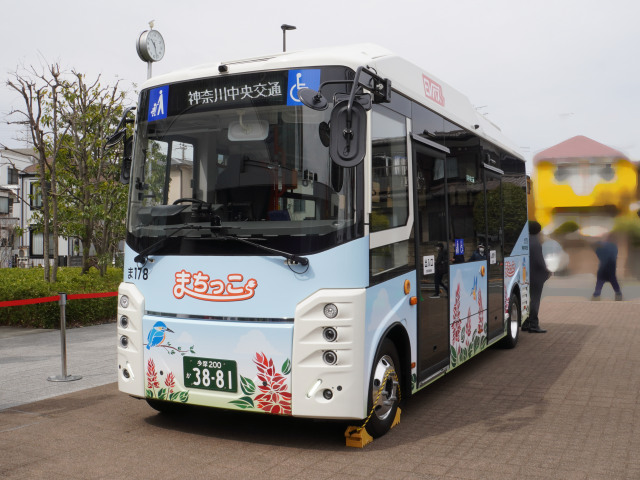
神奈川中央交通のBYD J6 2.0・都市型

先代モデル同様、日本市場向けに設計された小型電気バスで、型式はB70A02。
このモデルからBYD社が開発した新型リン酸鉄リチウムイオン電池「ブレードバッテリー」を採用し、これは結晶構造が強固で、熱安定性が高く、バッテリーパックに直接釘を刺す釘刺し試験でも熱暴走は起こらなかった非常に安全性高いのが特徴のバッテリーを採用。またエネルギー密度も高いことにより従来型より満充電走行距離を延ばし、バッテリーをコンパクトにしたことで乗車人数の増加も実現させた。
バッテリー容量が従来モデルの105.6kWhから125.7kWhに増加し、満充電走行距離も200kmから220kmに拡大となった。
CHAdeMO規格の急速充電にも対応しており、満充電に要する時間は約2.5時間となっている。
また外部給電機能の搭載によりV2LやV2Gにも対応。
バッテリーの保証期間も従来モデルの「5年または40万km」から「8年または40万km」に変更されている。
このモデルでは、出入口が2ヶ所の「都市型」と出入口が1ヵ所のみの「郊外型」の2種類が発売されている。乗車定員は以下の通りである。
乗車定員
- 都市型
  - 座席11+跳ね上げ席2＋立席22+運転席1、計36人乗り

- 郊外型
  - 座席15+跳ね上げ席4＋立席12+運転席1、計32人乗り

### 日野・ポンチョZ EV
2021年には日野自動車がBYDからの技術供与の上、J6のOEM車種である日野・ポンチョZ EVを2022年春に販売開始すると発表したが、その後品質の作り込みに期間を要していることを理由に、2022年度中に発売が延期された。
翌2023年2月16日、BYDがJ6の車両部品の一部に、日本自動車工業会が使用を自主規制している発癌性物質の六価クロムを使用していることが判明した。日野自動車は同日付で日野・ポンチョZ EVの輸入発売を凍結（解消）すると発表したが、ただし日野自動車のニュースリリースでは発売凍結の理由は明らかにしていない。
この件が日本のマスメディアで大きく報道されたことを受け、BYDの日本法人であるビーワイディージャパン株式会社は、同年2月23日付で「当社EVバスに関する一部報道について」と題したニュースリリースを発表。通常の車両使用には無害かつ廃車時には適切にリサイクルして無害化処理を行うとして安全性を強調しつつ、同年末に日本企業へ納入するJ6については日本自動車工業会の自主規制に準拠して六価クロムを使用せず製造販売するとした。また2月27日には同社製の乗用車については六価クロムを使用していないことを発表した。さらに2023年3月時点では、すでに日本国内で販売したJ6についても六価クロムを使用していない部品への交換作業を開始していることを明らかにした。
なお、日本には自動車部品に六価クロムの使用を禁ずる法令等はなく、日本自動車工業会がが定めた「2008年以降に新型車として生産販売される自動車には六価クロムを使用しない」とする自主規制のみであり、同会に加盟する日本の自動車メーカーの製品であってもモデルチェンジを行わなければ「新型車」ではない。そのため2023年現在、日本で生産販売される自動車にも六価クロムは使用されており、一例として三菱ふそうトラック・バスのバスやトラックにも防錆剤として六価クロムを使用していることがカタログに明記されている。

## 導入事業者
試験運行でない営業運行のみ。
- 恩賜上野動物園 - 2020年7月23日に東京都交通局上野懸垂線（モノレール）の休止に伴う代替手段として、東園と西園を結ぶシャトルバスとして導入。白ナンバー。
- ハウステンボス - 2020年12月7日に園内を走るパークバスとして5台導入。送迎バスのため白ナンバー[19]。
- 協同バス - 2021年1月に久喜市内循環バスで導入。緑ナンバーとしては初採用。
- 平和交通 - 2021年2月に千葉市内の路線で導入。
- 関東鉄道 - 2021年3月につくばみらい市の路線で1台導入。
- 大熊町 - 2021年3月に町内を走る無料の生活循環バスで1台導入。
- 京阪バス - 2021年12月に京都市の路線で4台導入。上述の六価クロム使用の件を受け、2023年2月23日から同年3月9日まで使用中止した[20][21]。
- 近鉄バス - 2022年2月に大阪市と東大阪市を結ぶ路線で2台導入。上述の六価クロム使用の件を受け、2023年2月22日より一時使用を中止した[22]。
- 新太田タクシー - 2022年3月に岐阜県美濃加茂市のコミュニティバス「あい愛バス」で1台導入。
- 知多乗合 - 2022年10月に常滑市コミュニティバス専用車として6台、予備車として自社所有分で2台、計8台を一挙導入。愛知県では初導入[23]。2023年9月に同社が受託運航する武豊町コミュニティバスに１台、更に同年10月には大府市循環バス「ふれあいバス」に１台[24]、東海市循環バス「らんらんバス」に2台導入[25]。
- 広島交通 - 2022年11月1日に広島市立北部医療センター安佐市民病院へのアクセスを兼ねた可部循環線用に2台導入[26]。
- 南海バス - 2023年2月1日に泉北営業所が担当する大阪狭山市循環バスで2台導入[27]。
- JRバス関東 - 2023年2月7日に小諸支店が担当する小諸市コミュニティバスの市内巡回線で1台導入[28]。
- 朝日自動車 - 2023年2月10日、加須営業所が担当する鴻巣市コミュニティバス「フラワー号」で1台導入され、現在はJ6 2.0と合わせて2台が導入されている。
- 奈良交通 - 2023年3月21日、同社が運行する「ぐるっとバス」の奈良公園ルートと若草山麓ルートの2路線に2台導入[29][30]。当初は2023年2月25日運行開始を予定していたが、上述の六価クロム使用の件を受け一旦延期された[31]。
- 京浜急行バス - 2023年3月31日運行開始。杉田営業所に2台導入[32]。
- おんたけ交通 - 2023年4月1日運行開始。同社が運行受託する「木曽町生活交通システム」で1台導入[33]。
- 三重交通 - 2023年4月24日導入。同社が運行受託する「伊勢市コミュニティバス」で2台導入[34][35]。
- 東武バスウエスト - 2023年5月8日導入。新座営業所が担当する新座市コミュニティバス「にいバス」で1台導入[36][35]。
- 名鉄バス - 2023年5月21日導入。名古屋営業所に1台試験的に導入[35]。
- JR九州 - 2023年8月28日導入。日田彦山線BRTに4台導入され、車両の保有はJR九州が、運行は子会社のJR九州バスが担う[37]。
- 会津乗合自動車 - 2023年10月27日導入。同社が運行しているまちなか周遊バスの「あかべぇ」に2台と一般路線バスに1台の合計3台が導入された[38]。
- 横芝光町 - 2024年2月2日導入。千葉県横芝光町で通年運行する自動運転の路線バスとして「J6 1.0」が1台導入された。自動運転の機能は自動運転のソフトウェアを手掛ける日本のティアフォー社によるもので、7m級の小型電気バスによる通年を通しての自動運転は日本で初めてとなる[39]。
- 神姫バス - 2024年2月23日導入。姫路営業所が運行する城周辺観光ループバスにおいて、新モデルの「J6 2.0」が2台、日本国内で初めて納車された[40]。
- つゝじ観光バス - 2024年2月29日導入。同社が受託運行する群馬県館林市の広域公共路線バスの多々良巡回線において、「J6 1.0」が1台導入された[41]。
- 新潟交通観光バス - 2024年3月4日導入。村上営業所が受託運行する村上市コミュニティバス「せなみ巡回バス」において、「J6 2.0」が1台導入された[42]。
- 小松市 - 2024年3月9日導入。石川県小松市で通年運行する自動運転の路線バスとして小松駅から小松空港を結ぶ。「J6 1.0」が1台導入された。自動運転の機能は自動運転のソフトウェアを手掛ける日本のティアフォー社によるもの[43]。
- 西武バス - 2024年3月15日導入。新座営業所が受託運行する清瀬市コミュニティバス「きよバス」において「J6 1.0」が1台導入された[44]。
- 福島交通 - 2024年3月24日導入。福島支社が運行する古関メロディーバスにおいて「J6 1.0」が1台導入された[45]。
- 神奈川中央交通 - 2024年3月25日導入。町田営業所の「まちっこ」において、「J6 2.0」が1台導入された[46][47]。
- 京成バス - 2024年3月25日導入。奥戸営業所が受託運行する墨田区内循環バスに「J6 2.0」が2台導入された[48]。
- 東急バス - 2024年3月26日導入。目黒営業所が受託運行を行う目黒区コミュニティバス「さんまバス」において「J6 2.0」が3台導入された[49]。
- 日立自動車交通 - 2024年3月27日導入。同社が受託運行を行う東京都・北区コミュニティバス「Kバス」の浮間ルートにおいてにおいて中国・BYD製J6 2.0（小型バス）が3台導入された[50]。
- 京王バス - 2024年3月30日導入。永福町営業所が受託運行する杉並区コミュニティバス「すぎ丸」のけやき路線において、「J6 2.0」が1台導入された[51]。
- 江ノ電バス - 2024年3月30日導入。湘南営業所に「J6 2.0」が1台導入された[52]。
- 名鉄バス - 2024年4月1日導入。名古屋営業所が受託運行を行う長久手市コミュニティバス「N-バスにおいて「J6 2.0」が1台導入された[53]。
- 関東鉄道 - 2024年4月1日導入。守谷営業所が受託運行を行う取手市コミュニティバス「ことバス」において「J6 2.0」が1台導入された[54]。
- 西東京バス - 2024年4月1日導入。五日市営業所が受託運行を行うあきる野市コミュニティバス「るのバス」において「J6・2.0」が1台導入されました[55]。
- みなと観光バス - 2024年4月3日導入。同社が受託運行する南あわじ市コミュニティバス「らん・らんバス」において「J6 2.0」が2台導入された[56]。
- 新富町 - 2024年4月4日導入。宮崎県新富町が運行するコミュニティバスにおいて「J6 2.0」が1台導入された[57]。
- 名阪近鉄バス - 2024年4月8日導入。若森営業所に「J6 2.0」が1台導入された[58]。
- 中国バス - 2024年4月8日導入。府中営業所が受託運行する府中市コミュニティバス「府中ぐるっとバス」の右回りルートにおいて、「J6 2.0」が1台導入された[59]。
- 伊江島観光バス - 2024年4月10日導入。伊江島の島内一般路線用に「J6 2.0」が1台導入された[60]。
- アストラゼネカ - 2024年4月10日導入。米原工場において社員送迎バス用として「J6 2.0」が1台導入された[61]。
- 日立自動車交通 - 2024年4月15日運行開始予定。同社が受託運行を行う東京都・中央区コミュニティバス「江戸バス」において「J6 2.0」が1台導入された[62]。
- 岐阜乗合自動車 - 2024年4月下旬運行開始予定。関営業所が受託運行を行う関市内巡回バス「関シティバス」において「J6 2.0」が1台導入された[63]。
- 備北交通 - 2024年4月下旬運行開始予定。三次営業所が運行を行う三次市街地循環バス「くるるん」において「J6 2.0」が1台導入された[64]。
- 西武バス - 2024年5月14日導入。同社所沢営業所が受託運行を行う所沢市コミュニティバス「ところバス」において「J6 2.0」が1台導入された[65]。
- 日東交通 - 2024年5月27日導入。同社館山営業所が受託運行を行う館山市街地循環バス「かいまーる」号において「J6 2.0」が1台導入された[66]。
- 沖縄県本部町 - 2024年6月1日導入。町内周遊バスとして「J6 2.0」が1台導入された[67]。
- 赤城観光自動車 - 2024年6月3日導入。同社が受託運行を行う群馬県みどり市の大間々笠懸路線バスにおいて「J6 2.0」が1台導入された[68]。
- 立山町営バス - 2024年8月1日導入。富山県立山町の町営バスとして、「J6 2.0」が1台導入された[69]。
- 札幌リゾート開発 - 2024年10月1日導入。同社が運行を行う豊平峡ダムのシャトルバスとして、「J6 2.0」が1台導入された[70]。
- 岩手県北自動車 - 2024年11月21日導入。宮古営業所に「J6 2.0」が3台導入された[71]。
- 東京ベイシティ交通 - 2025年3月31日導入。「J6・2.0」が2台が導入された[72]。
- 南海ウイングバス - 2025年3月31日導入。本社営業所が受託運行する大阪府岸和田市のコミュニティバスローズバスに「J6・2.0」が2台導入された[73]。
- 協同バス - 2025年4月1日運行開始予定。同社が受託運行を行う上尾市コミュニティバスにおいて「J6・2.0」が1台導入された[74]。
- 三岐鉄道 - 2025年4月運行開始予定。一般路線用に「J6 2.0」が1台導入された[75]。

## ギャラリー

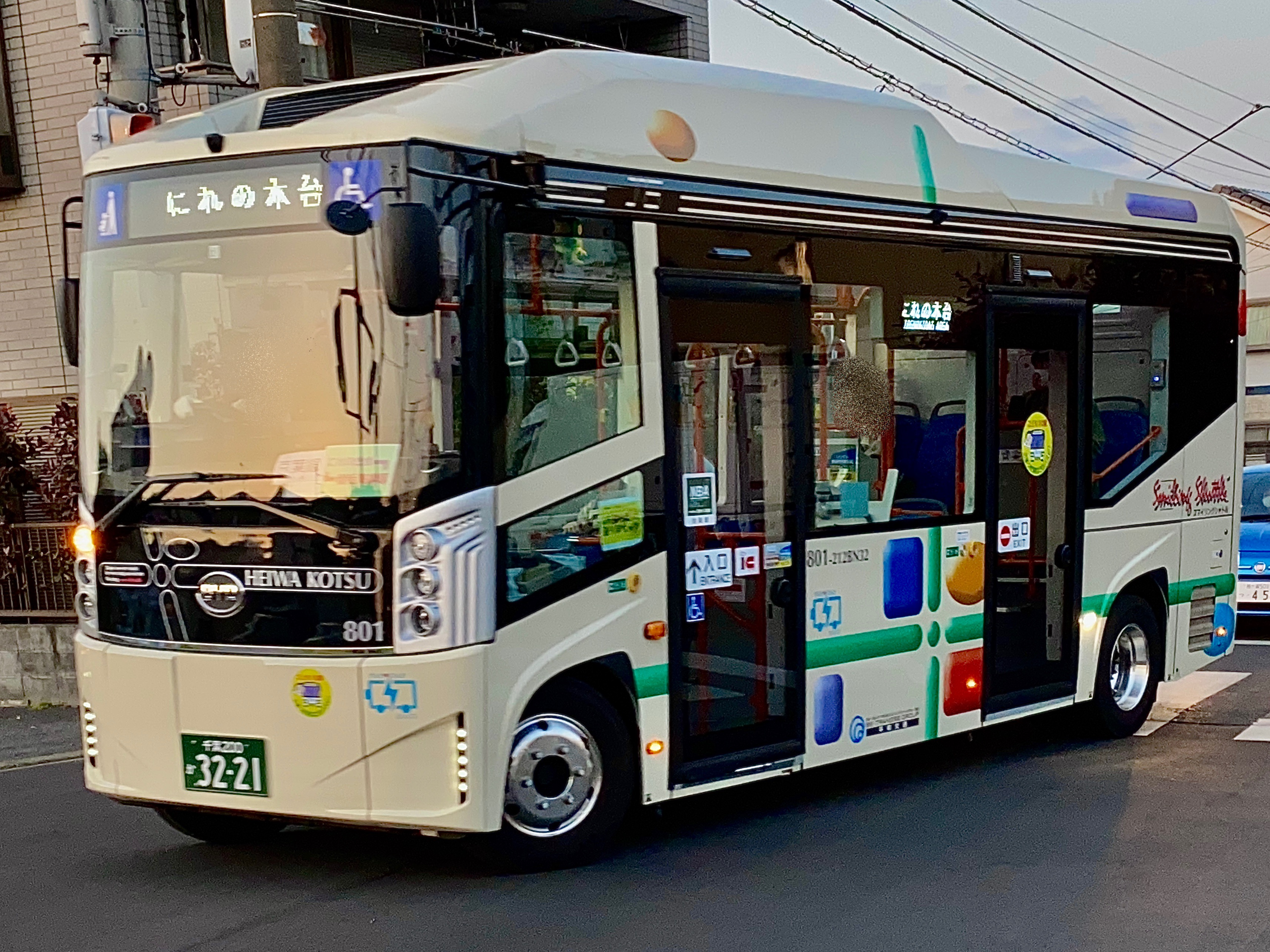
平和交通（J6 1.0・都市型II）
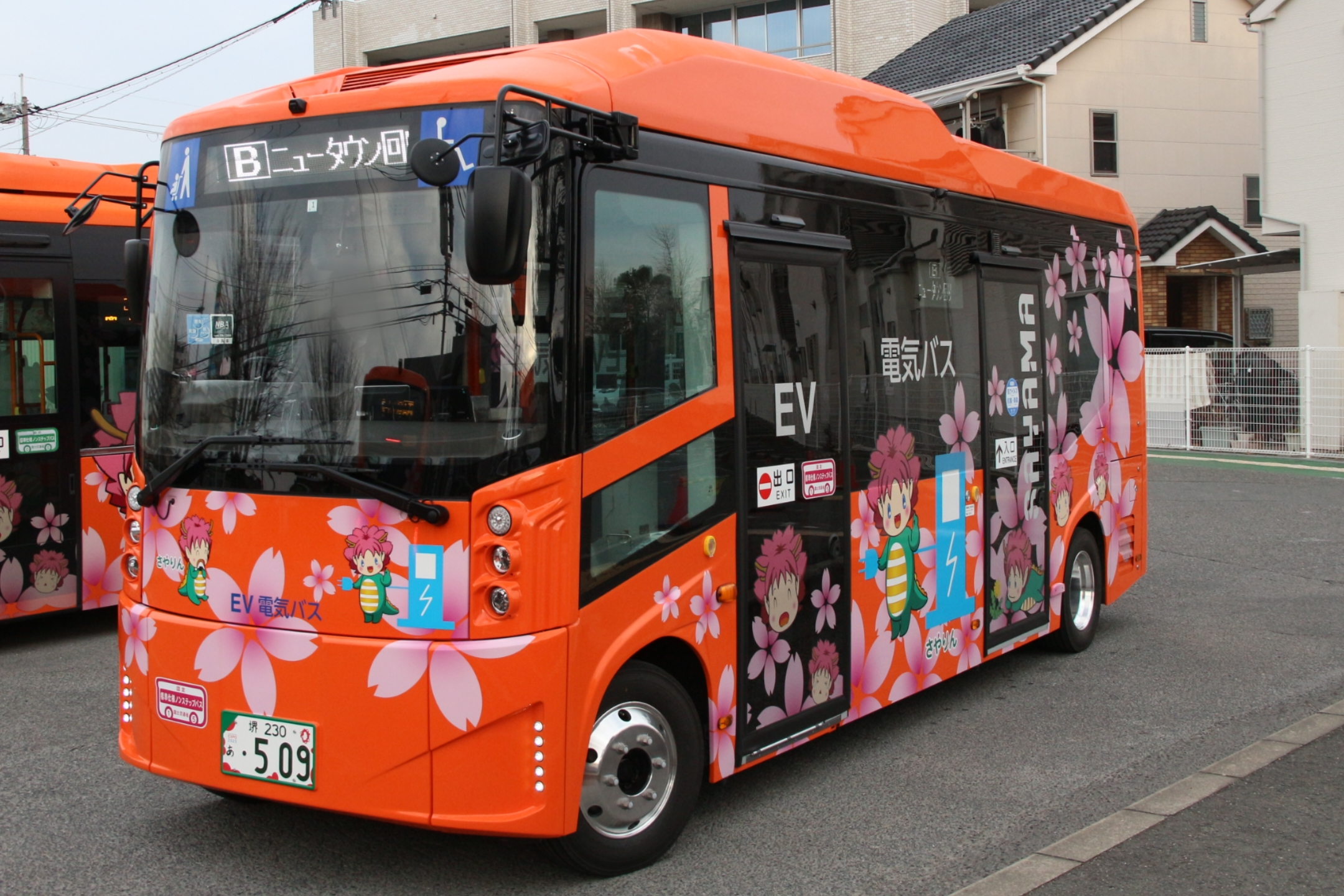
南海バス（J6 1.0・都市型II）
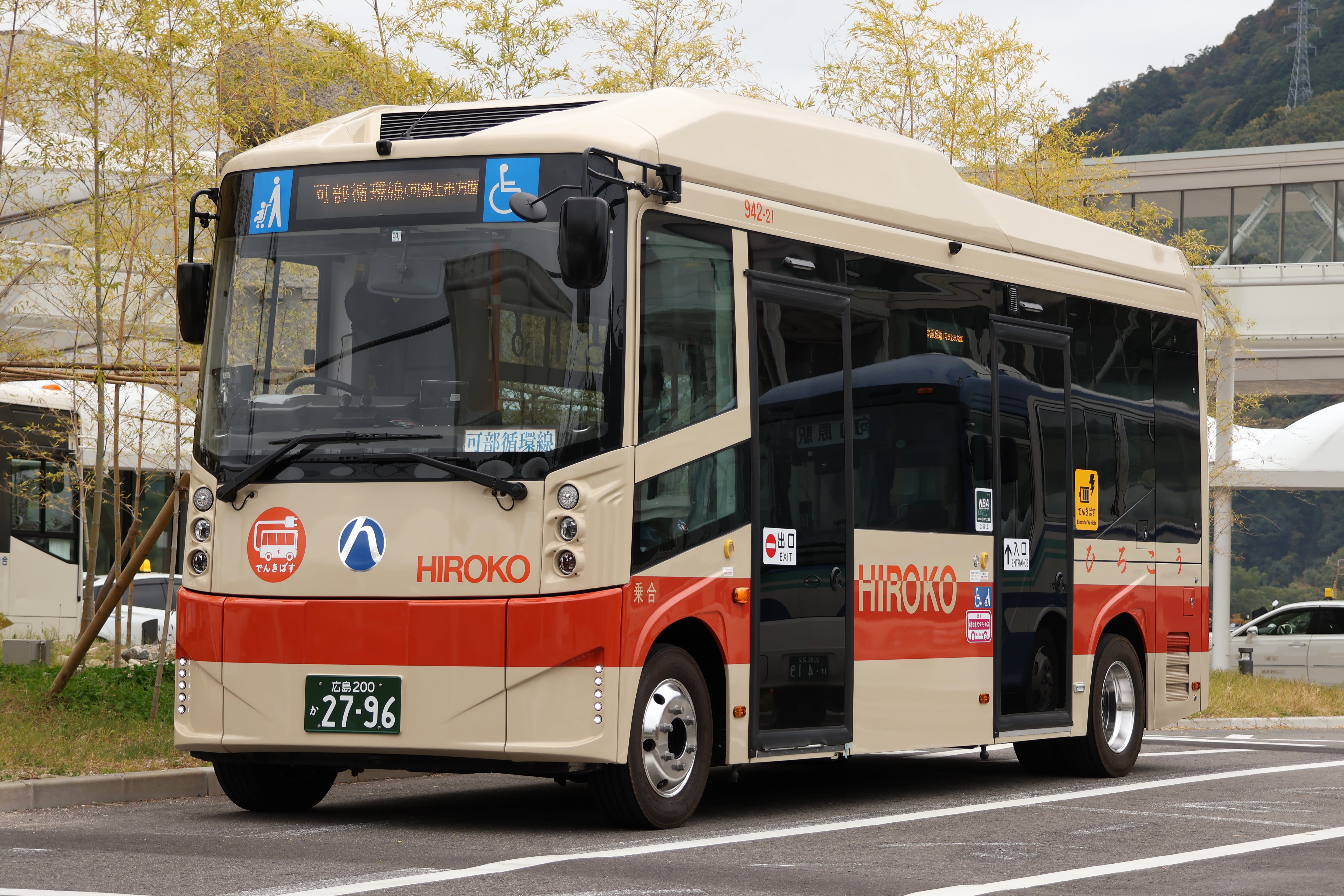
広島交通（J6 1.0・都市型II）
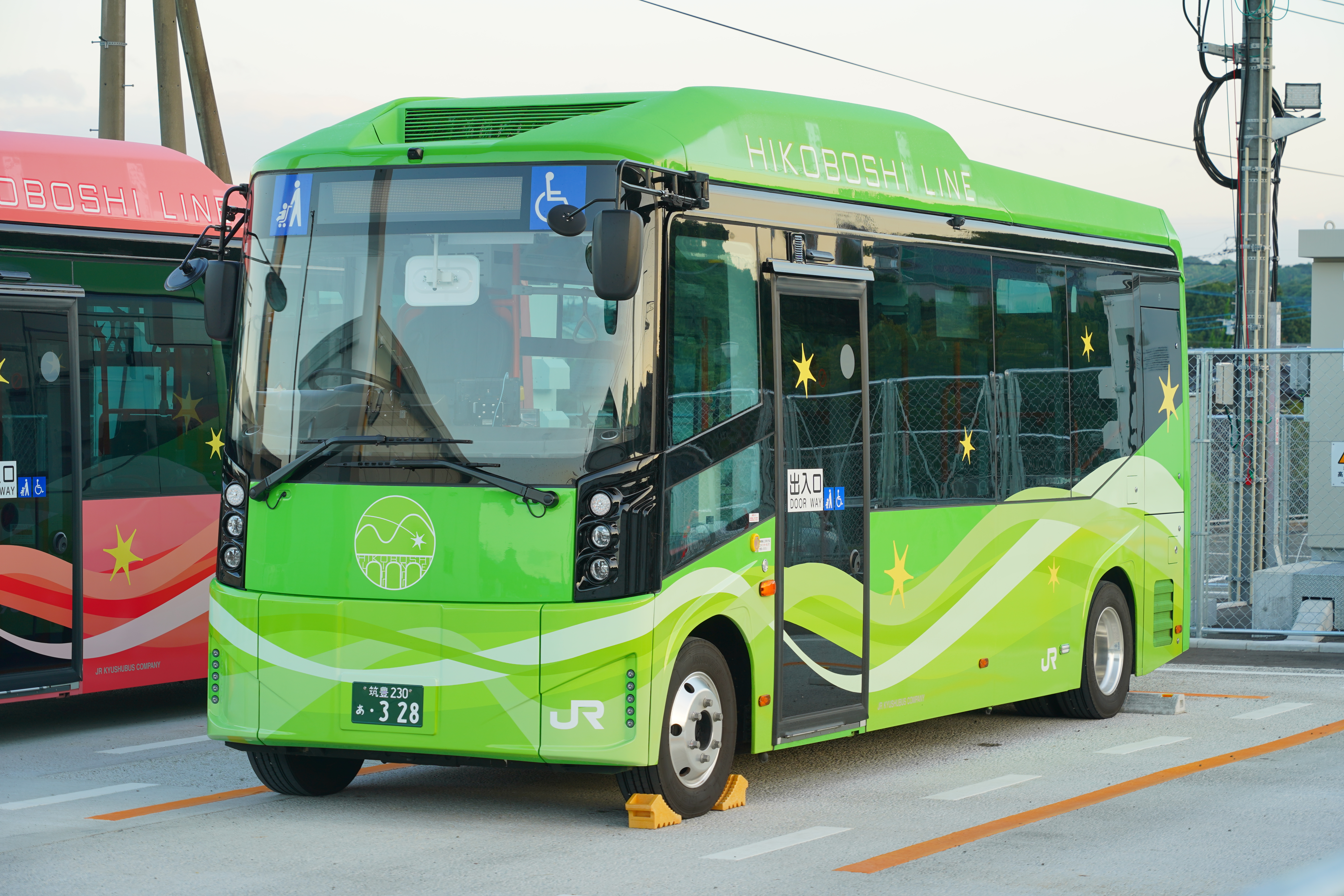
JR九州（J6 1.0・郊外型）
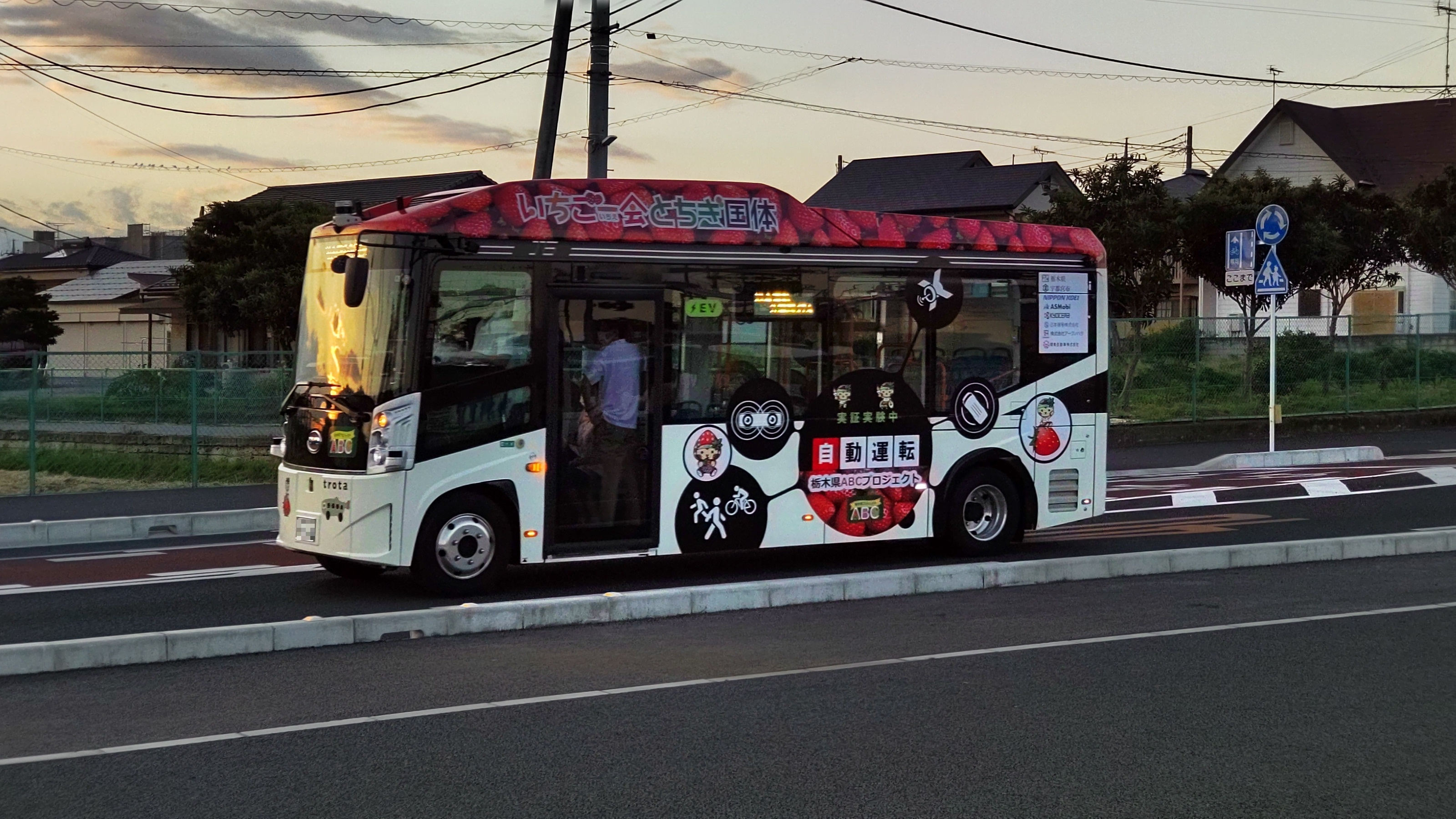
栃木県無人自動運転移動サービス推進協議会（J6 1.0・郊外型）
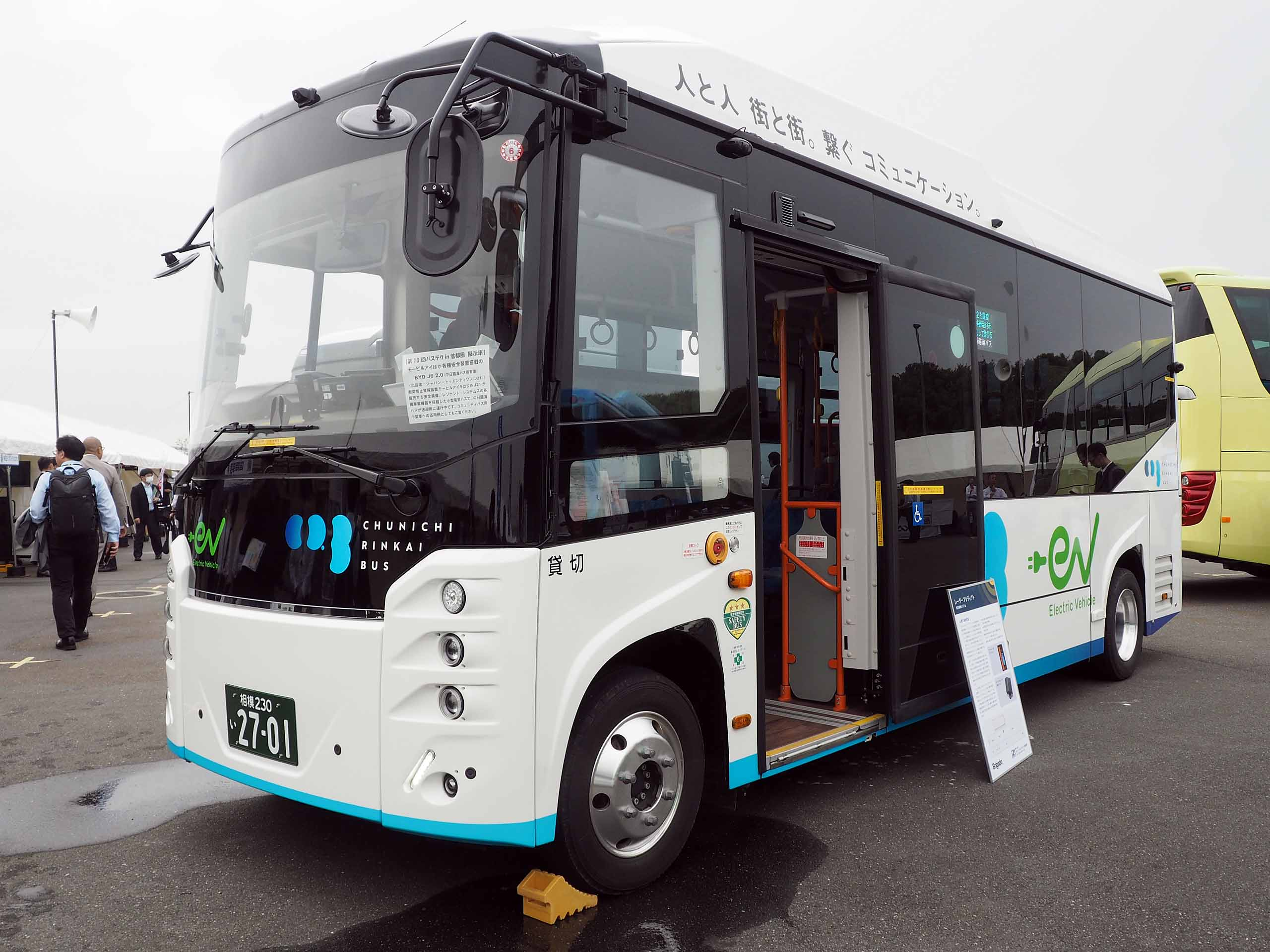
中日臨海バス（J6 2.0・郊外型）